# ファンタスティックフォーチュン2
『ファンタスティックフォーチュン2』は、2003年6月26日にジェネックスから発売されたPlayStation 2用女性向け恋愛シミュレーションゲーム（乙女ゲーム）。シナリオ・原画共にゆうきあずさが担当している。
2005年3月3日には、システムを改善し新規イベントなどを追加した完全版とも言える『ファンタスティックフォーチュン2 Triple Star』を発売。同年12月22日にそのWindows版が、2007年9月27日にはPS2廉価版となる『ファンタスティックフォーチュン2 Triple Star BEST HITセレクション』が発売された。

## 概要
ストーリーのテーマは、アロランディアという国を取り巻く人々の葛藤と成長。全体的にファンタジックな世界観だが、複雑な人間関係やリアルな心理描写などシビアな側面も有する。
なお『ファンタスティックフォーチュン』の続編ではあるが、時代は200年前に遡り、メインキャラクターや舞台となる国も異なるなど、前作との直接的な繋がりはない。しかし、勉強をしてパラメータを上げたり、休日は様々な場所へ移動しキャラクターと会話するなどの基本的なゲームシステムはほぼ同じである。
Triple Starの変更箇所
無印版と比べシステム機能の不親切さが改善され、本編の裏側や登場キャラクターたちの本音を知ることのできる外伝モードや、プレイする上で便利なヒント機能などが追加されている。しかし、フラグ立ての面倒くささや誤字脱字などはあまり改善されておらず、ローディングの増加、一部のイベントの削除、平日は勉強か休養しかできなくなったなどのマイナス面もある。

## ストーリー
神に愛された島と呼ばれるアロランディアを治めるラーハ神殿に、ある予言が下ったことから物語は始まる。「アロランディアを守る神の生まれ変わりの娘を探せ、見つけなければ世界に災厄が舞い降りるだろう」と、十数年前の予言通り、神の生まれ変わりとされる「星の娘」の証を持つ少女が3人現れる。
1人目は辺境の小島に住む少女マリン、2人目は記憶喪失の少女アクア、3人目は異世界から召喚された巫女葵。しかし、彼女たち三人には、「星の娘」になることよりも叶えたい別の目的があった。マリンは幼い頃に出会った青年にもう一度会うこと。アクアは記憶を取り戻すこと。葵は元の世界に帰ること。
7ヵ月後の選定期間終了日まで、アロランディアで過ごすことになった少女たち。「星の娘」とは一体誰のことなのか? 彼女たちのそれぞれの目的は叶うのか?それとも…。

## 登場人物
マリン、アクア、葵の3人の中から主人公を選び、名前の変更も可能。
マリン=スチュワート
声 - 水橋かおり
神殿預かりの星の娘候補。15歳。7月6日生まれ（蟹座）。B型。
どこにでもいる普通の女の子（周りの評価）。孤児院で育つ。朗らかで前向きな性格で、家事全般を得意とする。いつも一生懸命だが、意外とドジっ娘。時々突飛な行動をとる。幼い頃命を救ってくれた青年（ブルー）との再会を願っている。配属先の神殿は、星を読んで予言を行う、アロランディアの実質的な国政機関。この神殿があるために、異国はアロランディアを侵略できない。
アクア
声 - 小林沙苗
魔法院預かりの星の娘候補。1月1日生まれ（山羊座）。AB型。
海で倒れていた記憶喪失の少女。見た目は13歳くらい。頭が良く、幼い外見からは想像がつかないほど大人びている。毒舌家かつ掴み所のない性格で、彼女の言動は周りを驚かすことも多い。趣味は料理だが、台所を爆発させるほど下手。オムライスが大好物。配属先の魔法院は、「魔法」の研究を行っている機関。アロランディアの魔法とは 地・水・火・風 の4つを主体としたエネルギーの応用技術である。
日野平 葵（ひのひら あおい）
声 - 園崎未恵
騎士院預かりの星の娘候補。数え年で16歳。11月24日生まれ（射手座）。O型。
平安時代の日本から召喚された少女。正義感が強く、お人好しな性格。日本では巫女姫として式神の「紅丸」と一緒に魑魅魍魎と戦っていた。アロランディアに来た途端、巫女としての力が消え、紅丸も行方知れずになる。日野平の巫女であることに誇りを持っており、自己鍛錬を怠らない。難点は、短気と恋愛に疎いところ。配属先の騎士院は、剣を使って神殿を守る私兵集団。剣と誇りのもとに国を守る騎士が集まっている。
プルート=アルタス=アロランディア
声 - 岡野浩介
「星読み」と呼ばれる最高位の神官で、神殿の最高責任者。1月24日生まれ（水瓶座）。A型。
14歳ながら自分の立場を理解し国のために尽力する、王として理想的な人物。お忍びで街へ出かけるなど庶民の生活に憧れており、恋愛にも興味を持っている。他国では王と同等の扱いを受ける。
ソロイ=ブラーエ
声 - 置鮎龍太郎
プルートの従者。プルートに次ぐ高位の神官。35歳前後。9月1日生まれ（乙女座）。A型。
アルタス家と国を守ることが全ての仕事人間。騎士としても最高位の階位である銀円の称号を有している。プルートに心酔しており、過保護なところがある。生真面目な性格で冗談が通じない。無駄な事、役に立たない人間が嫌い。無能な部下や犯罪者に対する態度はかなり辛辣で容赦がないため、まわりから恐れられている。
シリウス=ウォーレン=ダリス
声 - 高橋広樹
ダリスという大国の王子。25歳。10月12日生まれ（天秤座）。O型。
月光の騎士。アロランディアには親善大使としてやってきた。かなりの美形だが、テンションが高く何をするにも大袈裟な変人。腹話術の人形（シリウス曰く親友）の「ボビー」と共にいろんな人間をからかっては楽しんでいる。本心をなかなか見せないが、魔法大国ダリスの出身でありながら魔法に対しては嫌悪感を示す。純粋で前向きな人間には弱い。
アーク=ハリントン
声 - 森久保祥太郎
騎士院白の団所属の紫紺の騎士。18歳。8月18日生まれ（獅子座）。B型。
自他共に認める天才だが、口と態度が悪く、自信家で独善的なところがあるため周囲の反感を買いやすく敵が多い。女の子には慣れているはずだが、本命相手となるとなかなか素直になれない。左利き。
リュート=ウィルソン
声 - 櫻井孝宏
騎士院白の団所属の新緑の騎士。18歳。5月31日生まれ（双子座）。A型。
穏やかで誰に対しても気遣いを忘れない青年。アークとは幼い頃からの親友で、アークが起こした問題の後始末を任されることが多く気苦労が絶えない。内心、アロランディアの閉鎖的な現状に辟易しており、ダリスなど他の国の文化に強い関心を持っている。
ヨハン=ハーシェル
声 - 森川智之
魔法院の責任者で、いつも笑顔を絶やさない温厚な魔導師。27歳。10月25日生まれ（蠍座）。B型。
魔法に全てを捧げており、少しでも多くの人々に魔法の素晴らしさを知ってもらいたいと思っている。人柄や立場から、周りからは「先生」と呼ばれる。家事はからっきしダメで、少々天然気味。
ユニシス=ハーシェル
声 - 斎賀みつき
アンヘル族という思春期になるまで性別がはっきりしない種族の少年。14歳。4月15日生まれ（牡羊座）。A型。
見世物小屋にいた自分を引き取ってくれたヨハンを非常に慕っている。一方でヨハン以外の人間に対する敵対心が強く、初対面の人間への態度はかなり悪い。根は純粋で、恋愛に対する免疫がなく照れ屋。魔法院の家事などを担当していて、掃除や料理が得意。
紅丸（べにまる）
声 - 置鮎龍太郎
葵の式神。普段は赤い刀に宿っている。5月2日生まれ（牡牛座）。A型。
口が悪く、葵をよくバカにしていた。葵が召喚された際、行方不明になる。
ブルー
声 - 保志総一朗 / 立木文彦
嵐の夜に現れる謎の青年。マリンが再び会いたいと願っている相手でもある。自然を愛し、人間を憎んでいる様子。

## 主題歌
オープニングテーマ 「星空の地図」
作詞 - 片岡かれん / 作曲 - 守ユウタ / 歌 - 水橋かおり
エンディングテーマ 「WAVE」
作詞 - 片岡かれん / 作曲 - 守ユウタ / 歌 - 水橋かおり

## 関連商品
書籍
- ファンタスティックフォーチュン2画集 ゆうきあずさの世界 （ゆうきあずさ著、2003年7月25日発行、スタジオDNA ISBN 978-4-7580-1015-3）
- ファンタスティックフォーチュン2 （くげよしゆき著/藤丘ようこ絵、2003年8月、エンターブレイン（ファミ通文庫） ISBN 978-4-7577-1546-2）
- ファンタスティックフォーチュン2 〜リトルマーメイド〜 （ゆうきあずさ著、2006年7月25日、一迅社（ZERO-SUMコミックス） ISBN 978-4-7580-5237-5）

ドラマCD
- Fantastic Fortune 2 Marine style （発売日：2003年8月29日、発売：マリン・エンタテインメント、品番：MMCC-4047）
- Fantastic Fortune 2 Aoi Romance （2004年2月25日、マリン・エンタテインメント、MMCC-4053）
- Fantastic Fortune 2 Aqua Balance （2004年5月29日、マリン・エンタテインメント、MMCC-4054）

デスクトップアクセサリー集
- ファンタスティックフォーチュン2 デジタルアクセサリー （発売日：2004年2月6日、発売：サイバーフロント） ※Windows 98/Me/2000/XP用

トレーディングカード
- ファンタスティックフォーチュン2 （発売日：2004年1月23日、発売：ムービック）